# Utting am Ammersee
Utting am Ammersee is een plaats aan de Ammersee in de Duitse deelstaat Beieren, en maakt deel uit van het Landkreis Landsberg am Lech.
Utting am Ammersee telt 4.527 inwoners.
Acteur Gottfried John woonde en stierf in Utting am Ammersee.
Apfeldorf ·
Denklingen ·
Dießen a.Ammersee ·
Eching a.Ammersee ·
Egling a.d.Paar ·
Eresing ·
Finning ·
Fuchstal ·
Geltendorf ·
Greifenberg ·
Hofstetten ·
Hurlach ·
Igling ·
Kaufering ·
Kinsau ·
Landsberg a.Lech ·
Obermeitingen ·
Penzing ·
Prittriching ·
Pürgen ·
Reichling ·
Rott ·
Scheuring ·
Schondorf a.Ammersee ·
Schwifting ·
Thaining ·
Unterdießen ·
Utting a.Ammersee ·
Vilgertshofen ·
Weil ·
Windach